# Пярі (Ляене-Ніґула)
Пя́рі (ест. Päri küla) — село в Естонії, у волості Ляене-Ніґула повіту Ляенемаа.

## Населення
Чисельність населення на 31 грудня 2011 року становила 39 осіб.

## Географія
Через село проходить автошлях 16156 (Йиґісоо — Лемміккюла).

## Історія
З 1998 року село відновлено як окремий населений пункт.
До 21 жовтня 2017 року село входило до складу волості Кулламаа.